# Горелєк
Горелєк (словен. Goreljek) — поселення в общині Бохінь, Горенський регіон, Словенія. Висота над рівнем моря: 1257,9 м.